# Бирампур
Бирампур (бенг. বিরামপুর, англ. Birampur) — город и муниципалитет на севере Бангладеш, административный центр одноимённого подокруга. Муниципалитет был основан в 1995 году. Площадь города равна 11,22 км². По данным переписи 2001 года, в городе проживало 34 587 человек, из которых мужчины составляли 51,02 %, женщины — соответственно 48,98 %. Уровень грамотности населения составлял 43,1 % (при среднем по Бангладеш показателе 43,1 %). 